# Tomaž Simčič
Tomaž Simčič, slovenski profesor, ravnatelj, glasbenik in kulturni delavec, * 29. april 1958, Trst.

## Življenje in delo
Rodil se je v Trstu, oče je bil odvetnik in časnikar Teofil, mati Bojana (roj. Škrk), otroška vrtnarica. Slovensko osnovno in srednjo šolo je obiskoval v Trstu, leta 1977 je maturiral na tržaškem klasičnem liceju F. Prešeren, nato se je vpisal na Univerzo v Trstu, kjer je diplomiral leta 1982 (Lettere - leposlovna fakulteta). Istočasno je študiral tudi glasbo in je diplomiral iz klavirja na tržaškem glasbenem konservatoriju Tartini leta 1978. Od leta 1981 je poučeval na slovenskih srednjih šolah v Trstu, dosegel je usposobljenost in natečajni izpit leta 1983 za nižje šole, leta 1984 pa še habilitacijo z natečajem za poučevanje na višjih srednjih šolah. Bil je redni profesor za slovenščino, zgodovino in zemljepis na šoli »Fran Erjavec« v Rojanu (Trst) in od šolskega leta 1986/87 redni profesor na Trgovskem tehničnem zavodu »Žiga Zois« v Trstu. Nato je bil od leta 1994 do 2001 ravnatelj slovenskega Državnega znanstvenega liceja F. Prešerna v Trstu, med leti 2001 in 2020 pa je bil zaposlen na Uradu za slovenske šole pri Deželnem šolskem uradu za Furlanijo Julijsko krajino (med leti 2006 in 2013 tudi kot vodja Urada ). V letih 1994–1996 je bil član Vsedržavnega šolskega sveta kot zastopnik slovenskih šol v Italiji v Rimu. Upokojil se je leta 2020 .
Leta 1973 je kot pianist dosegel drugo nagrado na tekmovanju učencev glasbenih šol in s posebnim priznanjem za najbolje izvedeno slovensko glasbeno delo, leta 1975 je dobil prvo nagrado na klavirskem tekmovanju »Miramar«. Samostojno je nastopal na več koncertih  in tudi mnogo snemal za razne radijske postaje (RAI Trst A, Radio Koper in Radio Ljubljana). Med leti 1976 in 1987 je kot zborovodja prevzel Tržaški mladinski zbor (v zboru so prepevali le mladi Slovenci iz tržaškega  mestnega središča, kasneje se je preimenoval v Tržaški mešani zbor), ki je nastopal na kulturnih in zborovskih prireditvah na Tržaškem in Goriškem, a tudi na Koroškem (1980), v Keutschachu-Hodišah (1983), v Ljubljani (1985), na Danskem pri nemški manjšini (1985), med Slovenci v Rimu (1986) in še marsikje. Pel je v mešani komorni vokalni skupini Musica noster amor, v kateri je šest solistov izvajalo predvsem skladbe Gallusa in drugih renesančnih skladateljev. Marsikdaj spremlja na klavir ali orgle kakšne soliste na koncertih.
Tomaž Simčič je zelo aktiven v kulturnem in verskem življenju slovenske manjšine v Italiji. Od leta 1967 je član Slovenskih tržaških skavtov, kjer je bil več let voditelj skavtskih skupin in je organiziral skavtske tabore. Od zdavnaj orgla in poje vsako nedeljo pri slovenski sveti maši v centru Trsta v cerkvi sv. Antona Novega, večkrat sodeluje z orglanjem tudi pri združenem zboru Zveze cerkvenih pevskih zborov ZCPZ . Aktiven je v svetu laiških združenj v okviru tržaške škofije. Večkrat je sodeloval tudi na Študijskih dnevih Draga, bodisi kot organizator, predavatelj, moderator  ali le poslušalec. Je zelo ploden publicist in sodeluje z vsemi zamejskimi mediji, največ z Radijem Trst A, kjer piše oddaje o resni glasbi. Pisal je za Pastirček, Jambor (s skavtskim imenom Dobrosrčni jastreb), Katoliški glas, Novi glas, Koledar Goriške Mohorjeve družbe, Mladiko, Rast, Našo besedo, Tretji dan. Sodeloval je kot avtor gesel pri PSBL - Primorskem slovenskem biografskem leksikonu . Že mnogo let sodeluje v uredništvu mesečnika Mladika. Od leta 2020 je predsednik v komisiji za podeljevanje Černetove nagrade . Več let je bil član in odbornik Slovenske prosvete, od leta 2022 je tudi njen predsednik.
Leta 1986 je prejel literarno nagrado Vstajenje za knjigo Jakob Ukmar (1878-1971): sto let slovenstva in krščanstva v Trstu.

## Pomembnejše publikacije
- Andrej Gosar, krščanstvo in socialno gibanje [17]
- Jakob Ukmar: (1878-1971) : sto let slovenstva in krščanstva v Trstu [18]
- Iz življenja slovenskih vernikov pri Novem sv. Antonu v Trstu: ob 40-letnici obnovitve cerkvenega pevskega zbora [19]
- Marij Kogoj, 1892-1956: ob stoletnici rojstva in poimenovanju šole GM v Trstu po njem [20]
- Srečanja z dr. Andrejem Gosarjem [21]